# Ковальський Антон Пилипович
Антон Пилипович Ковальський (1905 — 14 квітня 1945) — Герой Радянського Союзу.
Народився в 1905 р. у с. Тростянець Ямпільського району Вінницької області.[джерело?] Українець.
Учасник Німецько-радянської війни з червня 1941 р. Боровся на Калінінському фронті. За зразкове виконання бойових завдань командування на фронті боротьби з військами гітлерівської коаліції і виявлені при цьому відвагу і геройство Указом Президії Верховної Ради СРСР від 23 вересня 1944 року саперові 134-го окремого гвардійського саперного батальйону 11-го гвардійського танкового корпуса Першої гвардійської танкової армії єфрейторові Ковальському Антону Пилиповичу присвоєно звання Героя Радянського Союзу. Нагороджений орденом Леніна, двома орденами Червоної Зірки, медалями.
Помер від поранень 14 квітня 1945 р. Похований на території Польщі.